# Alluaudina mocquardi
Espèce
Statut de conservation UICN

 EN B1ab(iii) : En danger
Alluaudina mocquardi est une espèce de serpents de la famille des Lamprophiidae. 

## Répartition
Cette espèce est endémique de Madagascar.

## Description
L'holotype de Alluaudina mocquardi, une femelle, mesure 500 mm dont 127 mm pour la queue. Cette espèce a le dos brun uniforme. Sa face ventrale est blanche dans son tiers antérieur puis marquée de taches rectangulaires peu nombreuses. Le dessous de sa queue est presque uniformément brun.

## Étymologie
Cette espèce est nommée en l'honneur de François Mocquard.

## Publication originale
- Angel, 1939 : Reptiles et Batraciens de Madagascar et de la Réunion. Description d'un serpent nouveau du genre Alluaudina. Bulletin du Muséum national d'histoire naturelle de Paris, ser. 2 , vol. 11, p. 536-538 (texte intégral).